# 얀 베리흐
얀 베리흐(Jan Werich. 1905년 2월 6일 ~ 1980년 10월 31일)는 체코의 배우이자 작가이다. 세계 대전 사이의 연극 아방가르드와 전후 체코 연극계의 대표 인물이다.

## 영화
마르틴 프리치 감독과 몇몇 영화를 찍었다. 이 영화들은 매우 반파시스트적이고 친사회주의적인 것들이었다.